# Marco Cardísco
Marco Cardísco (Calábria, 1486 – c. 1542) foi um pintor italiano do renascimento.